# Линьвэй
Линьвэ́й (кит. упр. 临渭, пиньинь Línwèi, буквально: «перед рекой Вэйхэ») — район городского подчинения городского округа Вэйнань провинции Шэньси (КНР).

## История
В 688 году до н. э. властями царства Цинь на северном берегу реки Вэйхэ был создан уезд Сягуй (下邽县), а на южном — уезд Чжэнсянь (郑县). В эпоху Воюющих царств эти земли стали ареной противоборства царств Вэй и Цинь. После того, как царство Цинь уничтожило царство Вэй, на южном берегу Вэйхэ была образована область Лии (骊邑). После того, как царство Цинь завоевало все прочие царства и создало первую в истории Китая централизованную империю, то на северном берегу Вэйхэ был создан ещё и уезд Ляньшао (莲勺县).
После того, как империя Цинь пала, в 206 году до н. э. Сян Юй сделал Сыма Синя (司马欣) Сайским князем (塞王), и эти земли вошли в его домен. После образования империи Хань в 205 году до н. э. были созданы округа Вэйнань (渭南郡) и Хэшан (河上郡); область Лии оказалась в составе округа Вэйнань, а уезд Ляньшао — в составе округа Хэшан. В 198 году до н. э. эти округа были ликвидированы, а в 197 году до н. э. область Лии была переименована в Синьфэн (新丰). В 103 году до н. э. из земель Чжэнсяня и Синьфэна был выделен уезд Мичжи (密畤县; в средние века это название исчезает из документов). В 39 году уезд Сягуй был присоединён к уезду Чжэнсянь, но в 147 году был создан вновь.
В эпоху Троецарствия эти земли вошли в состав царства Вэй. Уезды Синьфэн и Чжэнсянь были подчинены округу Цзинчжао (京兆郡) области Юнчжоу (雍州). а уезды Сягуй и Ляньшао — округу Фэнъи (冯翊郡) области Юнчжоу.
При империи Ранняя Цинь в 360 году из уездов Синьфэн и Чжэнсянь был выделен уезд Вэйнань (渭南县). При империи Поздняя Цинь был расформирован уезд Ляньшао.
После основания империи Северная Вэй из-за того, что в личном имени императора присутствовал иероглиф «гуй», следуя практике табу на имена в 386 году уезд Сягуй был переименован в Сяфэн (夏封县). В 479 году был вновь создан уезд Ляньшао, и уезд Сяфэн был присоединён к уезду Ляньшао. В 527 году уезд Вэйнань был переименован в Наньсиньфэн (南新丰县), а также был образован округ Вэйнань (渭南郡).
При империи Западная Вэй в 537 году был вновь создан уезд Сяфэн. В 553 году были созданы уезды Линъюань (灵源县) и Чжунъюань (中源县), а уезд Наньсиньфэн был вновь переименован в Вэйнань; эти три уезда были подчинены округу Вэйнань области Юнчжоу.
При империи Северная Чжоу в 574 году был расформирован округ Вэйнань, а уезды Линъюань и Чжунъюань были присоединены к уезду Вэйнань, подчинённому округу Цзинчжао области Юнчжоу; в том же году был образован округ Яньшоу (延寿郡), в который вошли уезды Сяфэн и Ляньшао.
При империи Суй в 583 году округ Яньшоу был расформирован, а в 605 году уезд Сяфэн был вновь переименован в Сягуй, и вместе с уездом Ляньшао подчинён округу Фэнъи. В 614 году уезд Сягуй был переподчинён области Тунчжоу (同州).
После основания империи Тан в 618 году Вэйнань был подчинён области Хуачжоу (华州). В 695 году область Хуачжоу была переименована в Тайчжоу, но в 705 году ей было возвращено название Хуачжоу. В 691 году из уездов Вэйнань и Циншань (庆山县) был выделен уезд Хунмэнь (鸿门县); тогда же была создана область Хунчжоу (鸿州), в которую вошло 5 уездов. В 701 году область Хунчжоу и уезд Хунмэнь были расформированы, а уезд Вэйнань был подчинён области Юнчжоу.
При империи Сун вместо областей были созданы военные округа. В 1073 году уезд Вэйнань был присоединён к уезду Чжэнсянь, но в 1078 году воссоздан.
После монгольского завоевания в 1260 году была вновь создана область Хуачжоу; уезд Чжэнсянь был присоединён к уезду Вэйнань. В 1274 году уезд Сягуй был присоединён к уезду Вэйнань.
В 1950 году был создан Специальный район Вэйнань (渭南专区), и уезд Вэйнань вошёл в его состав. В 1956 году Специальный район Вэйнань был расформирован, и уезд стал подчиняться напрямую властям провинции Шэньси. В 1959 году к уезду Вэйнань были присоединены уезды Хуасянь, Хуаинь и Тунгуань.
В 1961 году Специальный район Вэйнань был создан вновь, и восстановленный в прежних границах уезд вновь вошёл в его состав. В 1969 году Специальный район Вэйнань был переименован в округ Вэйнань (渭南地区). В 1983 году уезд Вэйнань был преобразован в городской уезд.
Постановлением Госсовета КНР от 17.декабря 1994 года  (вступившим в силу с апреля 1995 года)  были расформированы Округ Вэйнань и городской уезд Вэйнань, и образован городской округ Вэйнань; бывший городской уезд Вэйнань стал районом Линьвэй в его составе.

## Административное деление
Район делится на 8 уличных комитетов и 16 посёлков.